# 水無月レイラ
水無月 レイラ（みなつき れいら、1987年7月13日- ）は、日本のAV女優。
東京都出身。

## 人物
- 身長：165cm
- スリーサイズ：B 88cm（Eカップ）・W 60cm・H 88cm
- 趣味、特技：自分磨き、ショッピング、バドミントン、着物の着付け1級師範を1年で取得）

## 略歴
- 2008年にプレステージよりAVデビュー。

## 作品

### アダルトビデオ
2008年
- 働くオンナ09（2月22日、プレステージ）
- Tokyo流儀57汐留style（4月2日、プレステージ）
- WILD CHERRY06（5月1日、プレステージ）
- 人妻ナイトクルーズ（6月3日、プレステージ）
- アメスク07（6月21日、プレステージ）
- ハイパーデジタルモザイクVol.085 水無月レイラ（9月1日、MOODYZ）
- kira☆kiraSPECIAL 淫乱スタイルGALS☆SEXマシーン大乱交（10月19日、kira☆kira）
- コスプレモード女子校生 03（11月10日、ラストラス）
- OLレイプ輪姦 水無月レイラ（11月13日、MOODYZ）
- 新奴隷島 第三章 守るべきもの…（12月7日、アタッカーズ）

2009年
- スケ透けえろ女…（2月13日、AVS）
- スーパーヒロイン危機一髪Vol.29 ナイトフィーバーVミスエクシード（2月13日、ギガ）
- 究極の妄想発明シリーズ第12弾 マネキン化スプレー（2月19日、ROCKET）乳抑えシャワーマネキン
- セレビッチ変態悶絶調教 REIRA（3月15日、STAR PARADISE）
- 未来忍者隊ファイバード　スワンファイター（3月27日、ギガ）
- ギャルメン♂♀スクールパラダイス（4月4日、SODクリエイト）
- 美少年たちの童貞喪失ストーリー ギャルメン♂♀スクールパラダイス（5月21日、SODクリエイト）
- 悩殺痴女教師のグチョ濡れオメコ（5月29日、アットワンコミュニケーション）
- BOIN!!（7月31日、アットワンコミュニケーション）
- こだわりの手コキ 4時間SP 14 40人のハンドメイド（12月15日、隼エージェンシー）
- ソルトシャワー 熟若女のおしっこみせて! Vol.2（12月19日、ゲロニア/妄想族）

2010年
- フェラコレ2010春SP 35人のフェラジェンヌ（4月25日、隼エージェンシー）

## テレビ出演
- 美女と湯けむり （旅チャンネル）